# Штрауб, Рамона
Рамона Штрауб (нем. Ramona Straub;род. 19 сентября 1993 года, Германия) — немецкая прыгунья с трамплина, чемпионка мира 2019 года в командных соревнованиях, призёр этапа Кубка мира сезона 2018/2019 г. Член сборной Германии по лыжным видам спорта. Участница зимних Олимпийских игр 2018 года.

## Спортивная карьера
Она дебютировала в Континентальном кубке 10 февраля 2007 года в Брайтенберге (33-е место) и на чемпионате мира 7 января 2012 года в Хинтерцартене (26-е место).
На Кубке мира первый старт пришёлся на 2017 год в Лахти, заняла 33-е место.
На зимних Олимпийских играх в Пхенчхане в 2018 году она расположилась на 8-м месте в итоговом протоколе.
Свой первый подиум на Кубке мира она завоевала 2 декабря 2018 года в Лиллехаммере (2-е место), а первую победу одержала в составе сборной Германии 19 января 2019 года в командном турнире в Японии.

## Подиумы на этапах Кубка мира (1)
| Номер | Сезон     | Дата           | Место       | Трамплин                         | Соревнование      | Итоговое место |
| ----- | --------- | -------------- | ----------- | -------------------------------- | ----------------- | -------------- |
| 1     | 2018/2019 | 2 Декабря 2018 | Лиллехаммер | Нормальный трамплин HS140 (день) | личное первенство | 2-е место      |